# Mark David (Filmschaffender)
Mark R. David (* 20. Februar 1974 in Houston, Texas) ist ein US-amerikanischer Kameramann, Filmproduzent und Filmregisseur sowie Schlagzeuger.

## Leben
David wurde am 20. Februar 1974 in Houston geboren. Seine Eltern wanderten 1967 von Kairo nach Houston ein. Er spielte in mehreren verschiedenen Rockmusik-Gruppen Schlagzeug, darunter die Studioband Ultrarev, die texanische Band The Agency oder dem Rocksänger Krassimir.
Seit 1996 ist er Filmemacher, 1998 feierte er mit Send in the Clowns sein Debüt als Filmproduzent und -regisseur sowie Kameramann. 2000 zog er nach Los Angeles. Von 2003 bis 2007 vertrieb er gemeinsam mit Kirk Harris und Ron Gilbert über 40 Independent-Filme bei Rogue Arts. 2020 war er am Film Zero Road von Chance Sanchez beteiligt. Seit den 2020er Jahren tritt er in verschiedenen Funktionen für Filmproduktionen des Filmstudios The Asylum in Erscheinung. Darunter waren unter anderen die Filme The Exorcists – Die Hölle öffnet ihre Pforten, PlanetQuake, Monster Mash, Ape X Mecha Ape: New World Order, War of the Worlds – Extinction, Witch Hunter – Der Hexenjäger und Gladiators – Zurück in der Arena.
Mit William Tabanou komponierte er einige Musikstücke für Filme und Fernsehserien. Gemeinsam leiteten sie von 2002 bis 2009 die Postproduktionsfirma Jam Pictures in West Hollywood.

## Filmografie (Auswahl)

### Kamera
- 1998: Send in the Clowns
- 1999: Best, Texas Grocery
- 1999: Sweet Thing
- 2001: The Duo
- 2001: Thug Life
- 2002: Yorick
- 2003: Intoxicating – Pures Gift (Intoxicating)
- 2003: Eiderdown Goose
- 2004: Death for Sale (Kurzfilm)
- 2004: Underworld: Creature Effects
- 2004: Stardust (Kurzfilm)
- 2005: Chloe (Kurzfilm)
- 2006: Waters Rising
- 2006: Blinders (Kurzfilm)
- 2007: The Rockabilly Legends: A Tribute to My Friends
- 2007: Krassimir Avramov: Popera
- 2008: Cowbombs (and Other Annoyances) (Kurzfilm)
- 2008: Pancake Mountain (Fernsehserie, Episode 5x02)
- 2008: Keats Makes Love (Kurzfilm)
- 2009: American Cowslip
- 2009: Geeta in Paradise
- 2010: Making American Cowslip (Kurzfilm)
- 2011: Fried (Kurzfilm)
- 2011: Michael Vick: Giving Back
- 2011: Wikked Lil’ Girrrls
- 2012: The Preacher’s Daughter (Fernsehfilm)
- 2012: Low Lifes (Fernsehfilm)
- 2012: Coast to Coast Cheerleaders (Fernsehserie)
- 2013: Samuel Bleak
- 2013: A Woman Betrayed (Fernsehfilm)
- 2013: John and Claudia (Kurzfilm)
- 2014: Julia Othmer: Darling (Musikvideo)
- 2014: Battered
- 2015: Jonny’s Sweet Revenge
- 2015: Cloudy Day Sunny (Kurzfilm)
- 2016: Texas Heart
- 2016: Love Meet Hope
- 2016: Kapow (Kurzfilm)
- 2016: Julia Othmer: Hey Hey (Musikvideo)
- 2016: The Reality of Truth
- 2016: RAGD (Kurzfilm)
- 2016: Bloody Bobby
- 2016: Realest in the Game (Fernsehfilm)
- 2016: Cream (Kurzfilm)
- 2016: Catch and Release (Kurzfilm)
- 2016: Think Different (Kurzfilm)
- 2016: Joycamp: Going Postal (Fernsehserie)
- 2017: Big Boss: The streets is talkin' (Musikvideo)
- 2017: Without End: A Fractured Fairytale (Kurzfilm)
- 2018: Three Letter Crew (Fernsehserie)
- 2018: Crib (Kurzfilm)
- 2019: The Great Alaskan Race – Helden auf vier Pfoten (The Great Alaskan Race)
- 2019: Get Gone
- 2019: The House of Locke
- 2020: Beyond the Lines
- 2021: Legend of Fall Creek
- 2021: Freak Power: The Battle of Aspen
- 2021: The Flower and the Wind (Kurzfilm)
- 2021: Point of View: A Designer Profile (Fernsehserie, Episode 2x04)
- 2022: Drowning in Secrets (Fernsehfilm)
- 2022: Hostile Territory
- 2022: Unverified
- 2022: Wake Up
- 2022: Starf*cker
- 2022: Project Legion
- 2022: Impuratus
- 2023: Hedgehog – Yizhachok (Kurzfilm)
- 2023: Dirty Rotten Tofu and the Gohan Girls (Kurzfilm)
- 2023: Good Side of Bad
- 2023: Spy
- 2023: MR-9: Secret Agent
- 2023: Slotherhouse
- 2023: The Exorcists – Die Hölle öffnet ihre Pforten (The Exorcists)
- 2023: Boy Makes Girl
- 2024: PlanetQuake (Planetquake)
- 2024: On the Shore of an Ancient Sea (Kurzfilm)
- 2024: Switch Up
- 2024: Monster Mash
- 2024: Ape X Mecha Ape: New World Order
- 2024: Pastor. Cztery akty (Dokumentation)
- 2024: War of the Worlds – Extinction
- 2024: Sins of the Bride
- 2024: On the Run
- 2024: Witch Hunter – Der Hexenjäger (Witch Hunter)
- 2024: Gladiators – Zurück in der Arena (Gladiators)
- 2024: Til Death Do Us Part
- 2024: Sunlight
- 2025: Mundije

### Produktion
- 1998: Send in the Clowns
- 1999: Best, Texas Grocery
- 1999: Sweet Thing
- 2000: What I Like About You
- 2001: The Duo
- 2002: Yorick
- 2003: Intoxicating – Pures Gift (Intoxicating)
- 2003: Death for Sale (Kurzfilm)
- 2004: Stardust
- 2006: Waters Rising
- 2007: Krassimir Avramov: Popera
- 2008: Cowbombs (and Other Annoyances) (Kurzfilm)
- 2009: American Cowslip
- 2009: Geeta in Paradise
- 2010: Making American Cowslip (Kurzfilm)
- 2011: Wikked Lil’ Girrrls
- 2013: Samuel Bleak
- 2014: Julia Othmer: Darling (Musikvideo)
- 2014: Battered
- 2015: Jonny’s Sweet Revenge
- 2016: Texas Heart
- 2016: Julia Othmer: Hey Hey (Musikvideo)
- 2016: RAGD (Kurzfilm)
- 2016: Realest in the Game (Fernsehfilm)
- 2016: Cream (Kurzfilm)
- 2016: Joycamp: Going Postal (Fernsehserie)
- 2017: Without End: A Fractured Fairytale (Kurzfilm)
- 2019: The Great Alaskan Race – Helden auf vier Pfoten (The Great Alaskan Race)
- 2019: Get Gone
- 2019: The House of Locke
- 2020: American Zombieland – Angriff der Fettarsch-Zombies (Fat Ass Zombies)
- 2021: The Flower and the Wind (Kurzfilm)
- 2022: Damon’s Revenge
- 2022: Drowning in Secrets (Fernsehfilm)
- 2022: Hostile Territory
- 2022: Jurassic Tale
- 2022: Unverified
- 2022: Wake Up
- 2022: Starf*cker
- 2022: Project Legion
- 2022: Impuratus
- 2023: Dirty Rotten Tofu and the Gohan Girls (Kurzfilm)
- 2023: Good Side of Bad
- 2023: Slotherhouse
- 2023: Boy Makes Girl
- 2024: Sunlight

### Regie
- 1998: Send in the Clowns
- 1999: Sweet Thing
- 2003: Intoxicating – Pures Gift (Intoxicating)
- 2007: Krassimir Avramov: Popera
- 2009: American Cowslip
- 2010: Making American Cowslip (Kurzfilm)
- 2011: Wikked Lil’ Girrrls
- 2012: Low Lifes (Fernsehfilm)
- 2012: Coast to Coast Cheerleaders (Fernsehserie)
- 2014: Julia Othmer: Darling (Musikvideo)
- 2015: Jonny’s Sweet Revenge
- 2016: Texas Heart
- 2016: Julia Othmer: Hey Hey (Musikvideo)
- 2016: RAGD (Kurzfilm)
- 2016: Joycamp: Going Postal (Fernsehserie)
- 2022: Bium Bium (Kurzfilm)
- 2022: Starf*cker
- 2023: Boy Makes Girl
- 2024: Sunlight